# FM Ecos (Ruiz de Montoya)
FM Ecos 104.3 es una emisora comunitaria argentina ubicada en Ruiz de Montoya, Misiones.  Su lema es “Sonidos desde la naturaleza” y se caracteriza por una programación que incluye música, información local, microprogramas y contenidos culturales. La radio está comprometida con la identidad regional y la participación de la comunidad en la producción de contenidos.

## Trayectoria

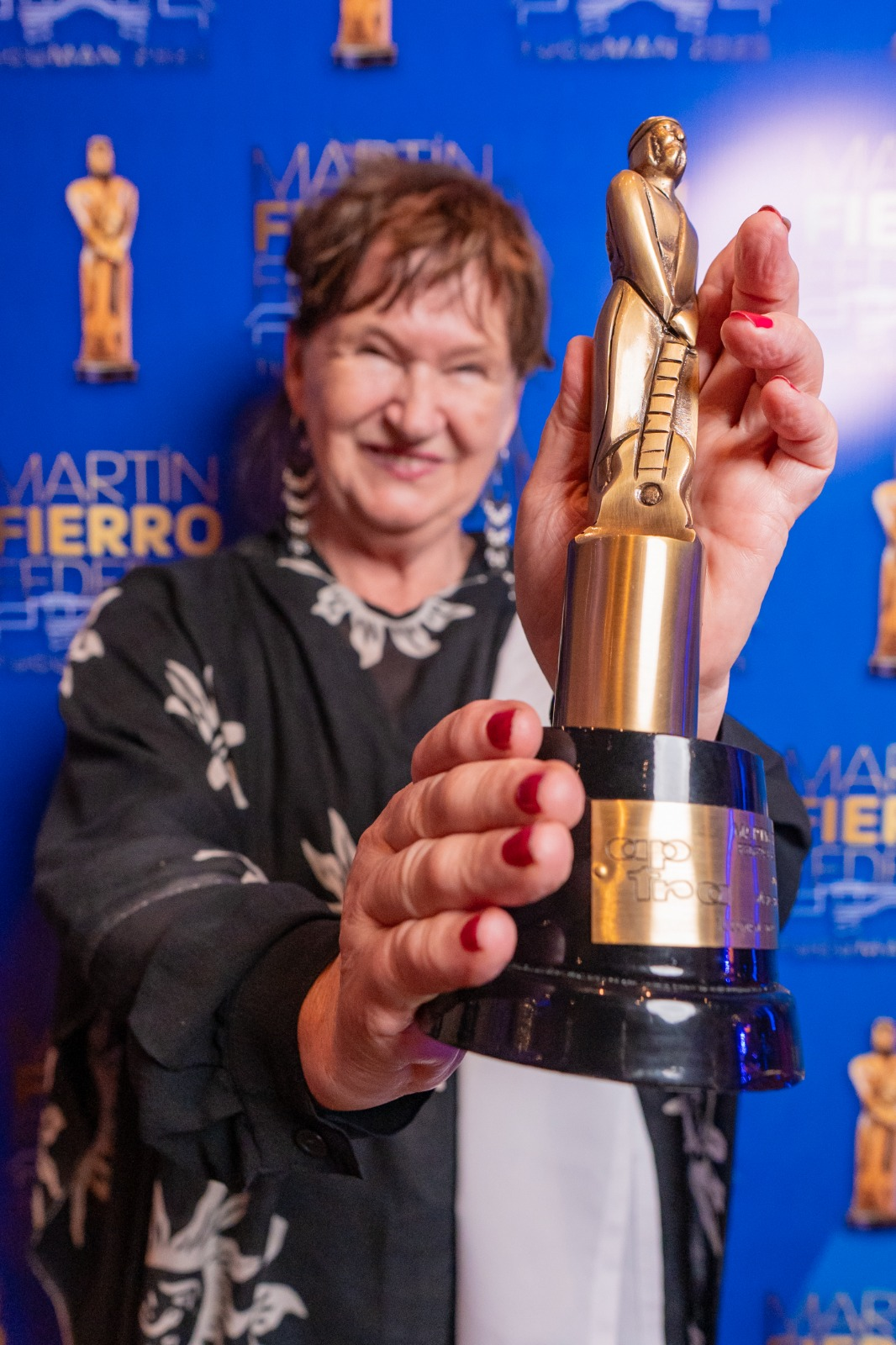
FM Ecos es ganadora del Premio Martín Fierro Federal a mejor programa de música folklórica en Radio.

La emisora transmite en la frecuencia 104.3 MHz y está situada sobre la avenida de los Inmigrantes, en el corazón de la localidad. Su planta transmisora es reconocida por su diseño y por estar integrada al paisaje local. 
Uno de los programas destacados de FM Ecos es «Ecos Nativos», un espacio que promueve la inclusión y la voz de pueblos originarios. En este programa, personas de comunidades indígenas participan activamente en la producción y emisión de contenidos, fortaleciendo su identidad cultural y visibilidad. El 12 de abril de 2025 en una gala realizada en el Hotel Sheraton de San Miguel de Tucumán ganó el premio Martín Fierro Federal como Mejor Programa de Música Folklórica en Radio.
La emisora también es reconocida por su trabajo en la preservación del medio ambiente y la difusión de la cultura local.
A través de su programación, busca generar conciencia sobre la importancia de la naturaleza y promover la participación ciudadana en la construcción de una sociedad más justa y equitativa.

## Programación actual
La programación principal de lunes a viernes en vivo, comienza con Amanecer Argentino de 5:30 a 7:00 de la mañana con la conducción de Juan Carlos Argüello.
A las 7:00 de la mañana y hasta las 8:00, Mirta Jungblut conduce Guten Morgen, junto a Juan Carlos Argüello. Luego, durante todo el día se conecta con Cadena 3 Argentina, con servicios informativos nacionales y locales durante todo el día. 
Los fines de semana transmite eventos especiales de la región, desde festivales, fiestas y eventos en vivo e incluso llevan al aire la Misa de los domingos para aquellas personas que no pueden trasladarse hasta una capilla cercana.

## Galería

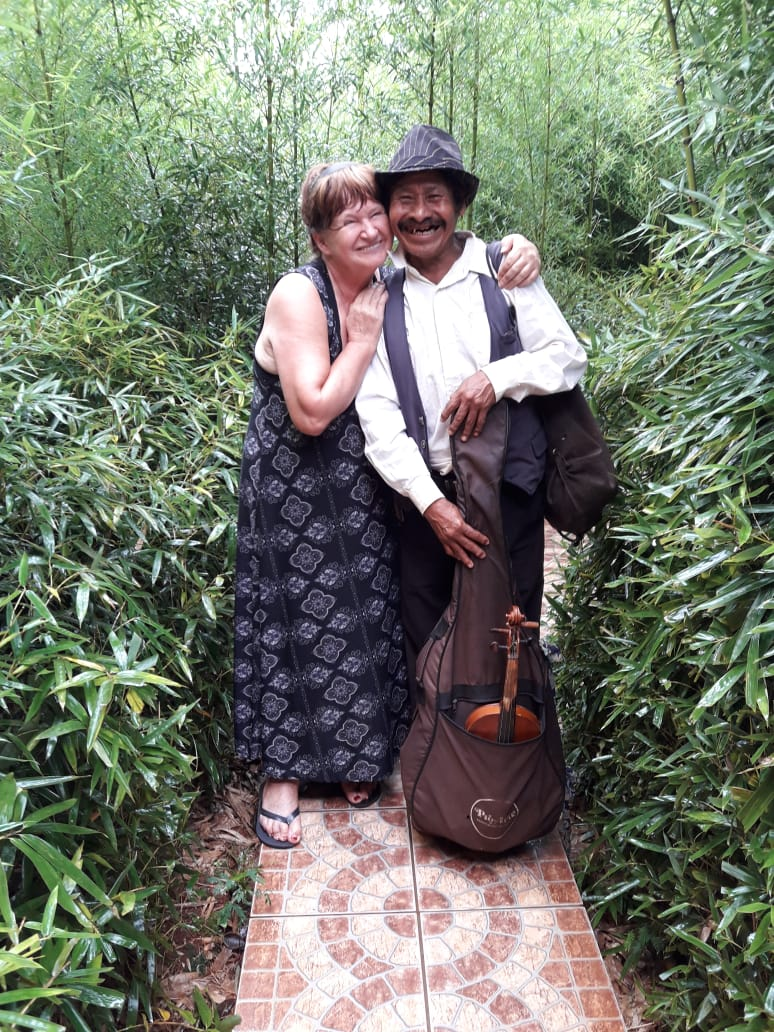
Mirta Jungblut y "Geniolito" antes de una transmisión en vivo.
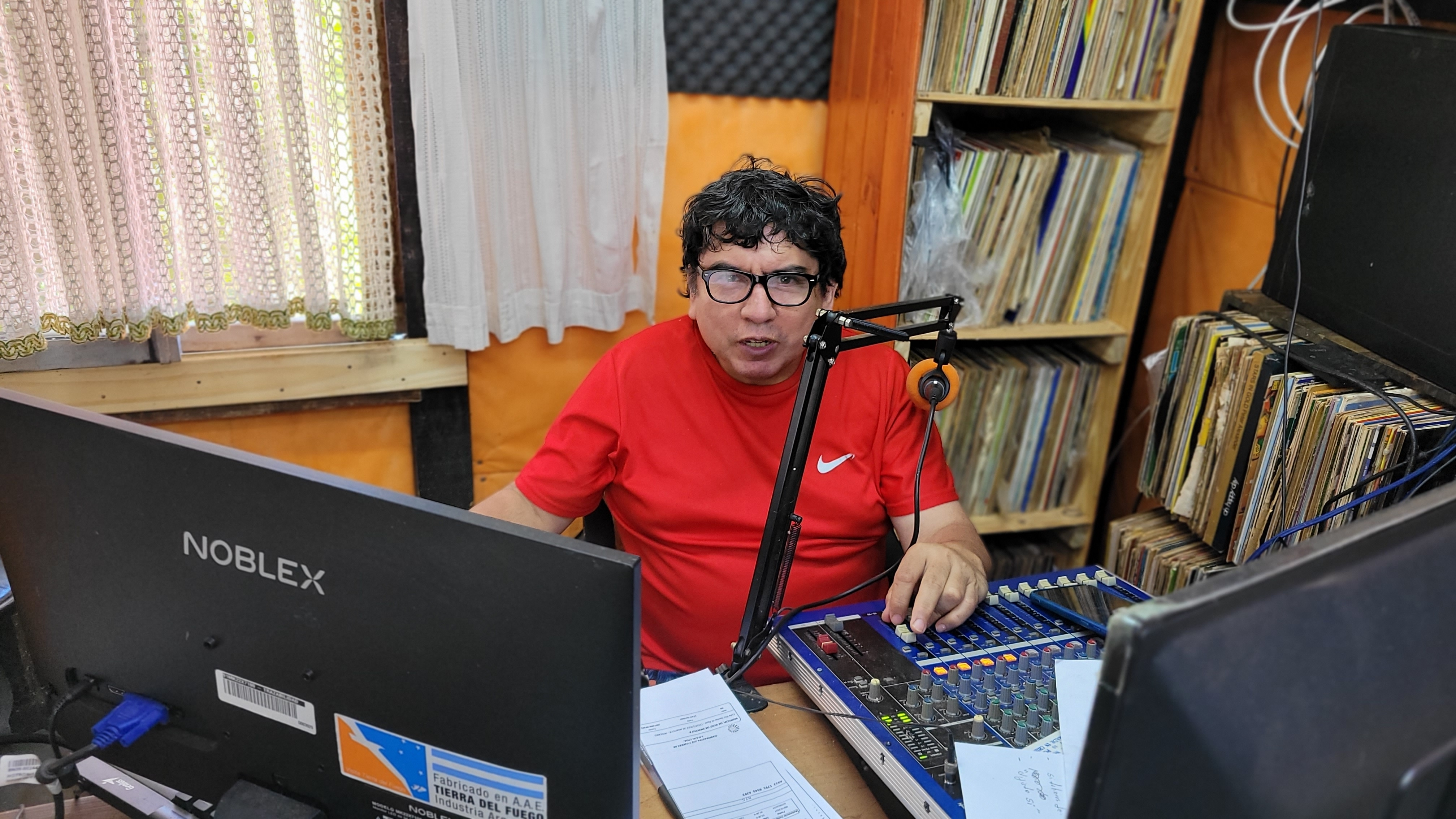
Juan Carlos Argüello, locutor y periodista de FM Ecos
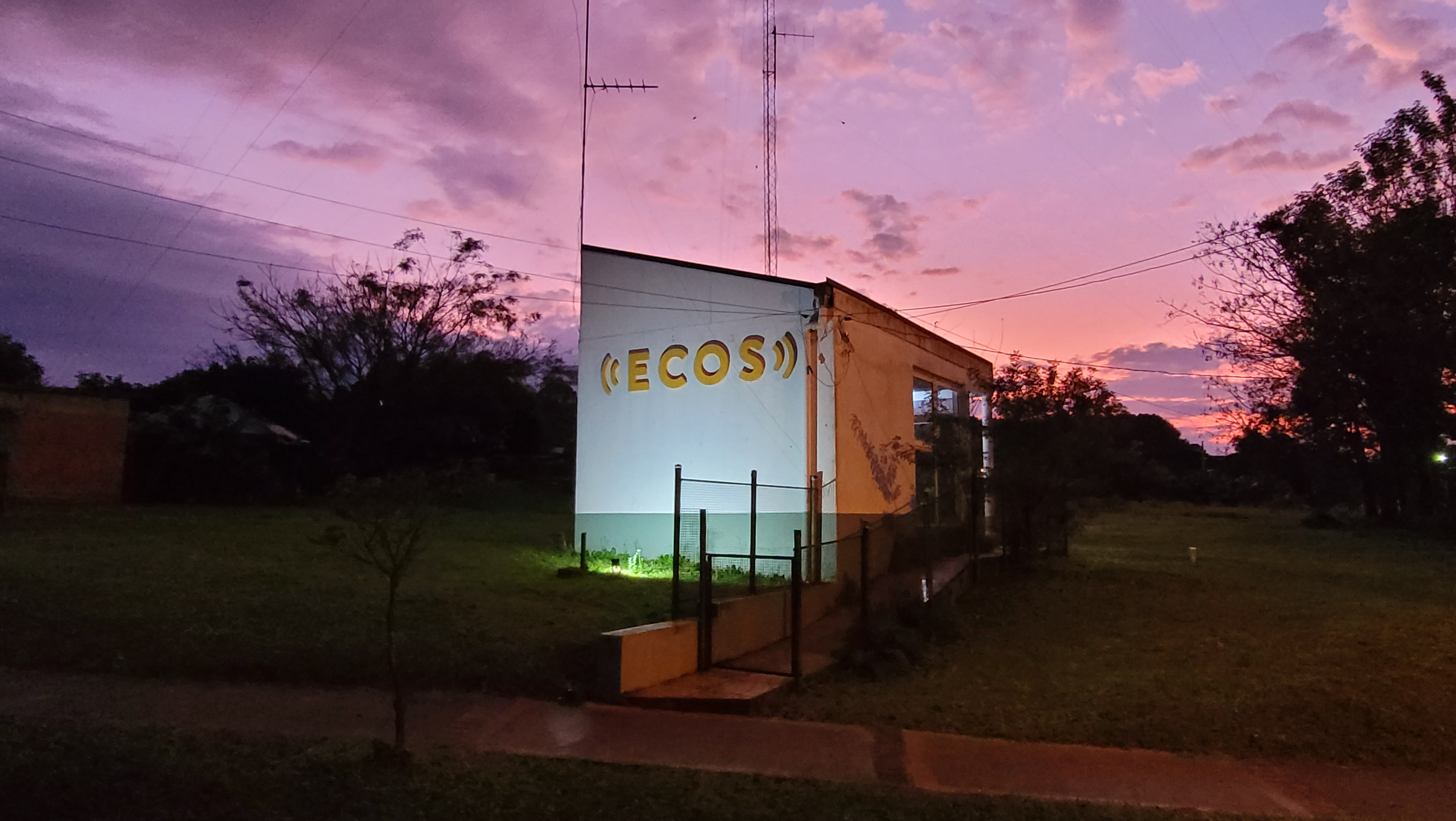
Planta Transmisora de FM Ecos sobre Avenida de los Inmigrantes
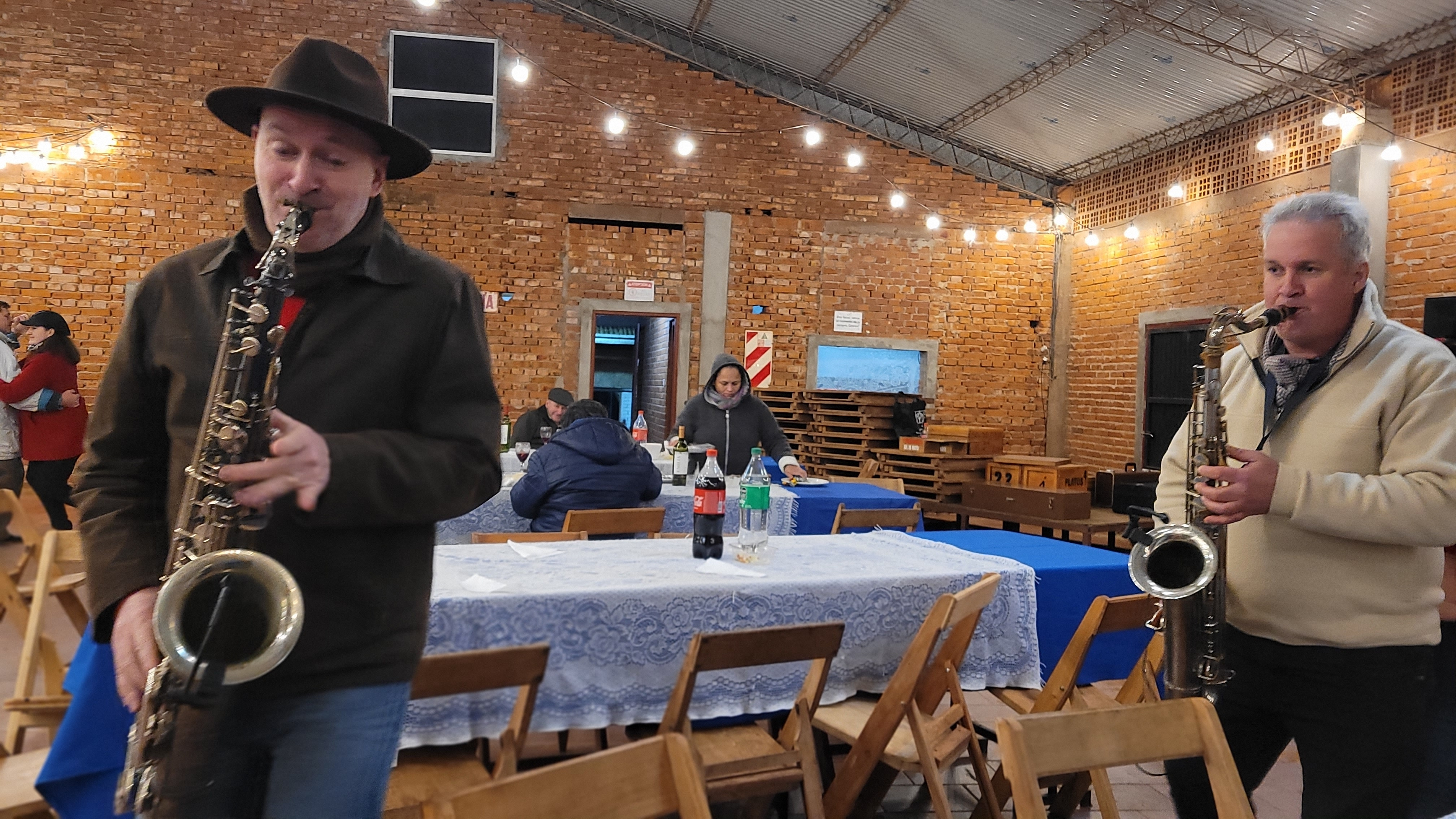
Bandas en vivo en el aire desde el Complejo Santa Cecilia
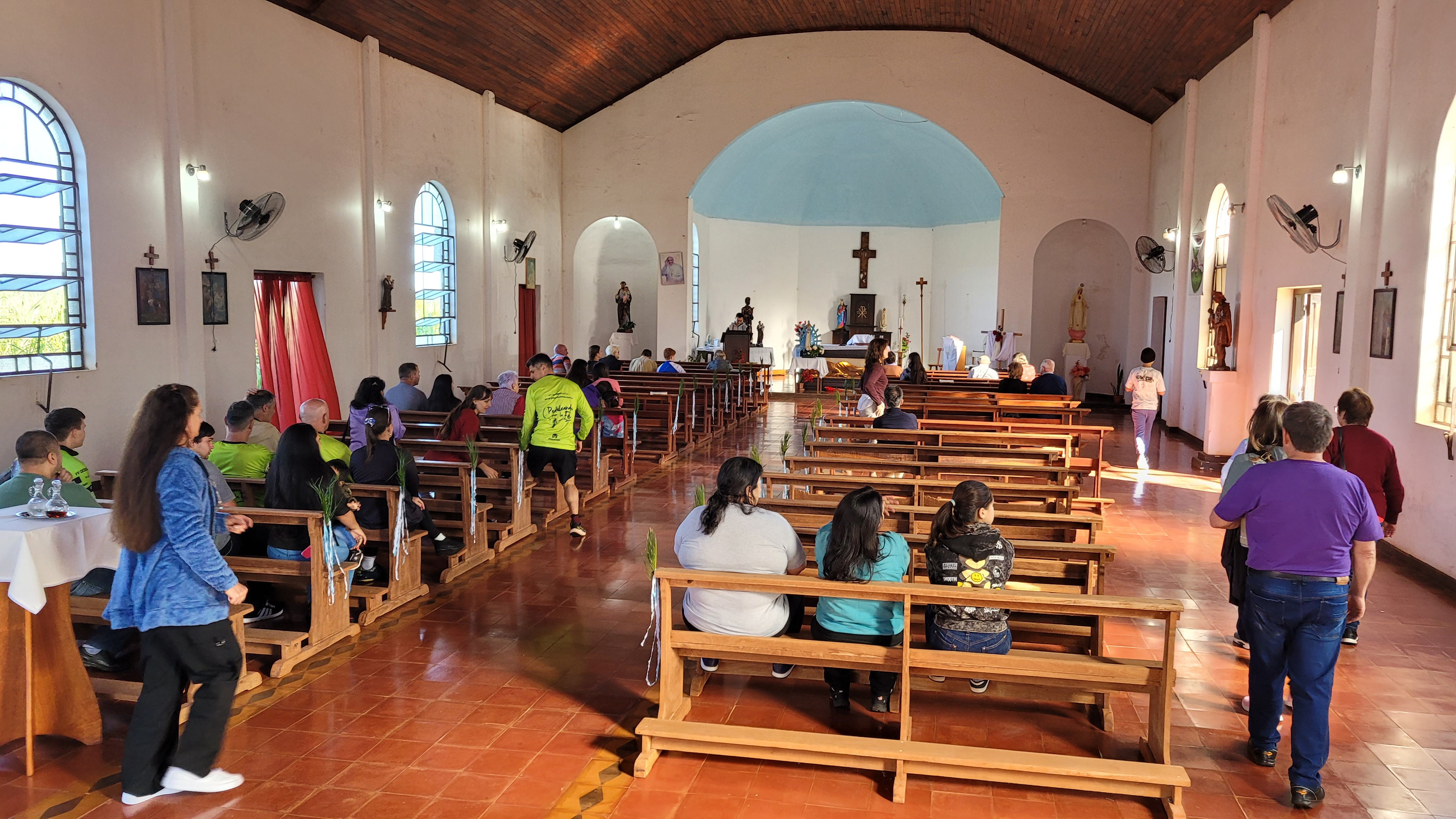
Transmisión de la Misa de los domingos
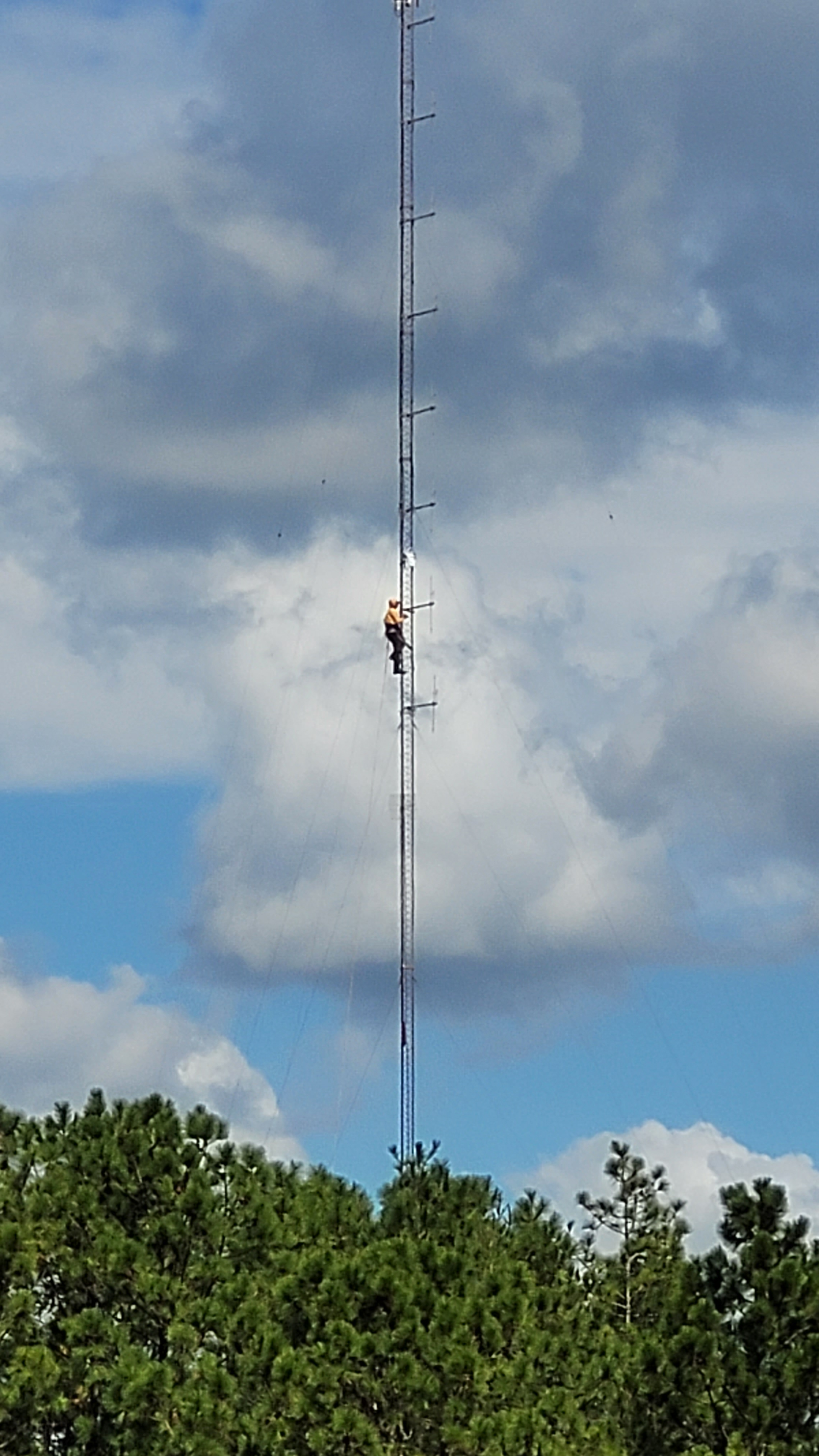
Antena de FM Ecos en pleno Valle del Cuña Pirú